# Proskuriwka (obwód chmielnicki)
Proskuriwka (ukr. Проскурівка) – wieś na Ukrainie, w obwodzie chmielnickim, w rejonie jarmolińskim.